# رومان غاسمي
رومان غاسمي (بالفرنسية: Romain Gasmi)‏ (15 فبراير 1987 بليون في فرنسا - ) هو لاعب كرة قدم فرنسي في مركز الهجوم. لعب مع نادي ساوثهامبتون ونادي ستراسبورغ وأسوا فالنس ‏ وGOAL FC ‏ وChiangmai F.C. ‏ وبانكوك يونايتد.

## وصلات خارجية
- رومان غاسمي على موقع قاعدة بيانات كرة القدم.إي يو (الإنجليزية)
- رومان غاسمي على موقع Soccerbase.com (لاعب) (الإنجليزية)
- رومان غاسمي على موقع Soccerway.com (الإنجليزية)